# 730 Athanasia
730 Athanasia eller 1912 OK är en asteroid i huvudbältet, som upptäcktes den 10 april 1912 av den österrikiske astronomen Johann Palisa. Den är uppkallad efter det grekiska ordet Athanasia vilket betyder Odödlighet.